# No Man's Land (Eric Bogle)

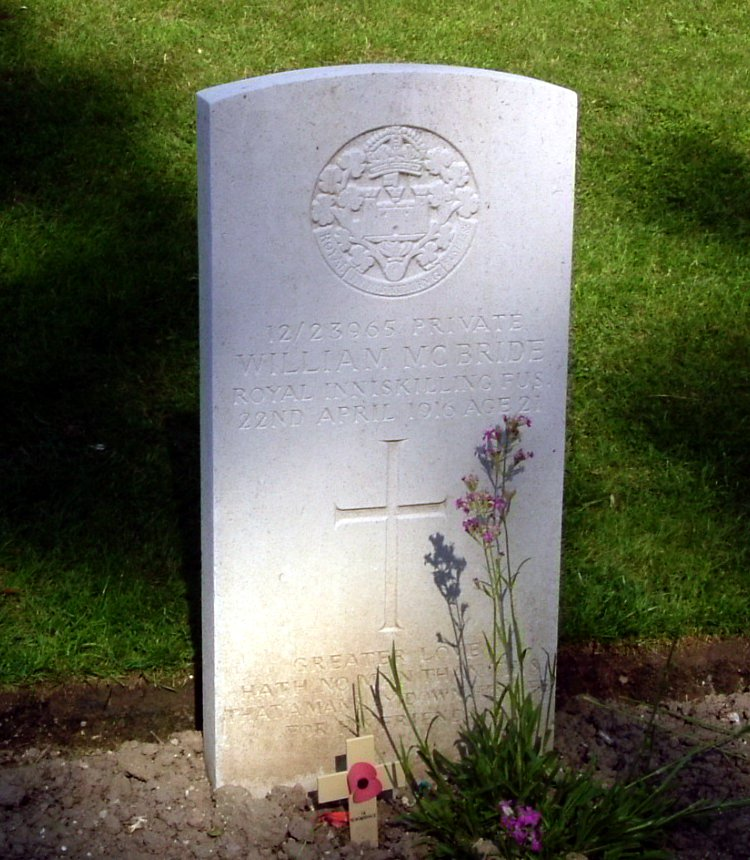
La tomba di un soldato di nome William McBride, morto nel 1916

"No Man's Land" (anche conosciuta come "The Green Fields of France" e "Willie McBride") è una canzone scritta nel 1976 dal cantautore scozzese-australiano Eric Bogle.
La canzone è una lunga riflessione dell'autore davanti alla tomba di un soldato semplice diciannovenne, Willie McBride, morto nel Nord della Francia, nel 1916, durante la prima guerra mondiale e sepolto in un cimitero militare.
La canzone condanna duramente la guerra. L'autore cerca di ripercorrere, supponendo, la vita di Willie McBride, con una serie di domande che rivolge direttamente al soldato semplice.